# Неаполь (провінція)
Провінція Неа́поль (італ. Provincia di Napoli) — колишня провінція в Італії, у регіоні Кампанія. З 1 січня 2015 року замінена метрополійним містом Неаполь.
Площа провінції — 1 171 км², населення — 3 076 752 осіб.
Столицею провінції було місто Неаполь.

## Географія

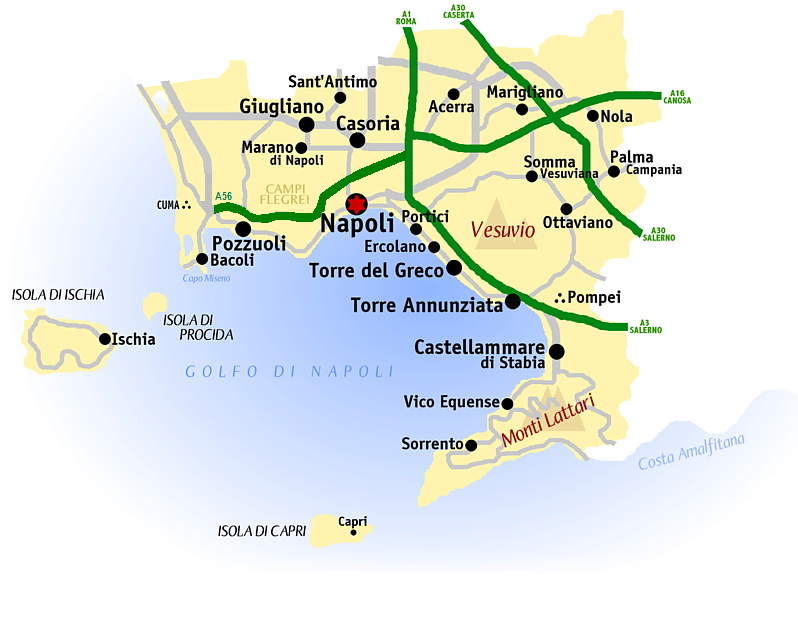
Мапа провінції

Провінція межувала на півночі з провінцією Казерта і провінцією Беневенто, на сході з провінцією Авелліно і провінцією Салерно.

## Основні муніципалітети
Найбільші за кількістю мешканців муніципалітети (ISTAT):
| Муніципалітет           | Населення |
| ----------------------- | --------- |
| Неаполь                 | 1.004.500 |
| Джульяно-ін-Кампанія    | 113.704   |
| Торре-дель-Греко        | 88.056    |
| Поццуолі                | 83.242    |
| Казорія                 | 80.134    |
| Кастелламмаре-ді-Стабія | 65.057    |
| Афрагола                | 63.625    |
| Марано-ді-Наполі        | 59.097    |
| Ерколано                | 55.221    |
| Портічі                 | 55.183    |
| Ачерра                  | 54.270    |
| Казальнуово-ді-Наполі   | 50.538    |
| Сан-Джорджо-а-Кремано   | 47.281    |
| Торре-Аннунціата        | 45.678    |
| Помільяно-д'Арко        | 39.331    |